# Antiguo Convento de la Merced
El antiguo Convento de la Merced es un edificio del casco histórico de Lorca (Región de Murcia, España), cuyos orígenes se remontan a la Edad Media, y que en la actualidad es sede de la Oficina de Turismo, del Centro de Visitantes de Lorca Taller del Tiempo, y de la Concejalía de Urbanismo del Ayuntamiento de Lorca.
En el edificio actual se fusionan elementos construidos entre los siglos XVI y XXI, momento en que el edificio es adaptado a sus funciones actuales. Entre los elementos antiguos conservados del Convento destacan la portada renacentista y el claustro del siglo XVIII.
Desde un punto de vista histórico, el edificio es de gran trascendencia para la ciudad de Lorca pues ante su puerta, el 7 de junio de 1488, juró el Rey Fernando el Católico ante la Cruz del Privilegio conservar y respetar sus fueros, así como no separar jamás a Lorca de la Corona, antes de entrar en la ciudad.
Desde el punto de vista turístico es el inicio del recorrido de todas las rutas por la ciudad, además de un punto imprescindible donde obtener información sobre Lorca. En su interior hay una exposición sobre Lorca y todo lo que ofrece su término municipal con un espectacular audiovisual circular. También tiene una tienda de recuerdos donde poder comprar artesanía local y souvenirs. Es ideal para aparcar el coche y conocer la ciudad a pie.